# St. Johannes der Täufer (Aunham)

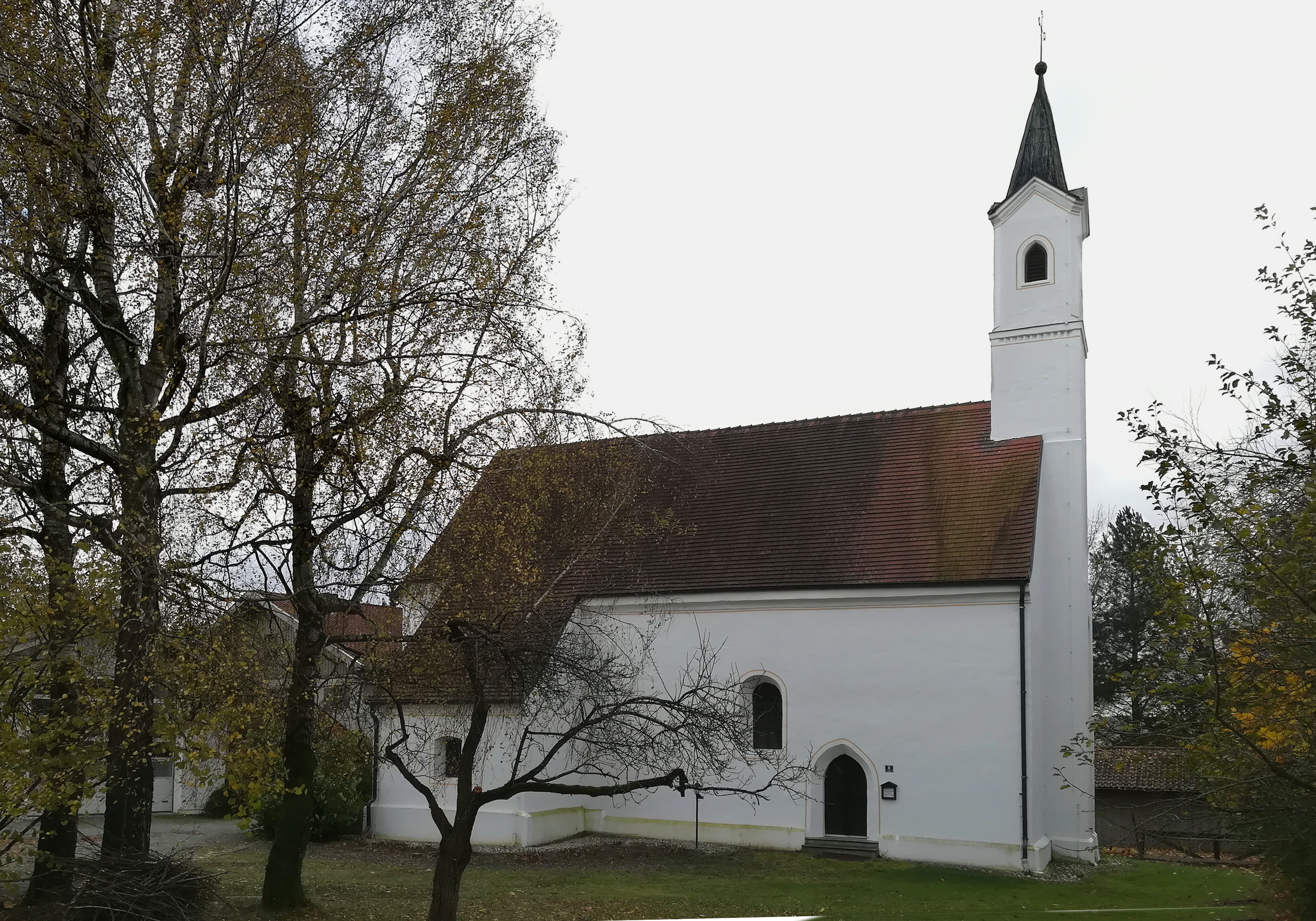
St. Johannes der Täufer in Aunham

Die römisch-katholische Filialkirche St. Johannes der Täufer steht in Aunham, einem Gemeindeteil von Bad Birnbach im niederbayerischen Landkreis Rottal-Inn. Sie ist in der Liste der Baudenkmäler in Bad Birnbach unter der Nr. D-2-77-113-22 eingetragen. Die Kirche gehört zum Dekanat Pfarrkirchen im Bistum Passau.

## Beschreibung
Die spätgotische Saalkirche wurde Ende des 15. Jahrhunderts erbaut. Sie besteht aus dem Langhaus zu drei Jochen, dessen Mauern im Kern spätromanisch sind, dem eingezogenen, dreiseitig geschlossenen Chor zu zwei Jochen im Osten, einer Sakristei an der Nordwand des Chors und dem halb in die Fassade im Westen eingestellten Kirchturm. Er wurde um ein neogotisches Geschoss mit einem spitzen Helm aufgestockt. In dem Turm hängen zwei Glocken. Langhaus und Chor sind mit einem Netzgewölbe überspannt.
Im Retabel des 1707 entstandenen Hochaltars ist in einem Gemälde zwischen zwei Säulen die Hinrichtung Johannes des Täufers dargestellt. Im Bild hält Salome auf einer Schale Johannes’ Kopf, den sie auf Anraten ihrer Mutter von König Herodes für ihren Tanz erbeten hatte. Links steht der Scharfrichter mit dem Schwert. (Mk 6,17–29 ) Seitlich auf dem Altar steht links eine Statue Johannes des Täufers und rechts eine Statue des Evangelisten Johannes. Der Altarauszug zeigt die Taufe Jesu durch Johannes im Jordan, so dass der Kirchenpatron drei Mal in dem Altar zu sehen ist.
Die Seitenaltäre stammen aus dem Jahr 1670. Das Altarbild des südlichen Altars zeigt die heilige Barbara; im Gemälde des nördlichen Altars ist der heilige Sebastian dargestellt.
Von einem Fresko an der nördlichen Seitenwand des Kirchenschiffs heißt es ohne Namensnennung, es stelle „die drei Märtyrer“ dar. Zu sehen sind eine Person mit einem Hirtenstab, einem Beutel in der rechten Hand und spitzem Hut, ein Bischof mit Mitra und ein Papst mit der Tiara.
Die Orgel mit 24 Registern, verteilt auf zwei Manuale und Pedal, wurde 2003 von Hey Orgelbau errichtet.